# Thecocarcelia robusta
Thecocarcelia robusta là một loài ruồi trong họ Tachinidae.